# Skälvingen
Skälvingen är en sjö i Vimmerby kommun i Småland och ingår i Motala ströms huvudavrinningsområde. Sjön har en area på 0,0678 kvadratkilometer och ligger 124,2 meter över havet. Sjön avvattnas av vattendraget Högerumsån.

## Delavrinningsområde
Skälvingen ingår i det delavrinningsområde (639508-149902) som SMHI kallar för Mynnar i Stångån. Medelhöjden är 158 meter över havet och ytan är 55,56 kvadratkilometer. Det finns inga avrinningsområden uppströms utan avrinningsområdet är högsta punkten. Högerumsån som avvattnar avrinningsområdet har biflödesordning 3, vilket innebär att vattnet flödar genom totalt 3 vattendrag innan det når havet efter 197 kilometer. Avrinningsområdet består mestadels av skog (79 %) och jordbruk (10 %). Avrinningsområdet har 1,38 kvadratkilometer vattenytor vilket ger det en sjöprocent på 2,5 %.